# Paul Christophe (Bauingenieur)
Paul Isidore Armand Christophe  (* 25. Juli 1870 in Verviers; † 11. Juni 1957 in Saint-Josse-ten-Noode, Brüssel) war ein belgischer Bauingenieur.
Christophe studierte Bauingenieurwesen an der Universität Gent mit dem Abschluss 1892 und war in der belgischen Straßen- und Brückenverwaltung angestellt. Er begann in Lüttich (Service special de la Meuse) und kam 1897 an das Komitee der Zentralverwaltung für Brücken und Straßen in Brüssel (Comité permanent de l’Administration centrale
des Ponts et Chaussées), wo er bis 1907 war. Ab 1898 war er mit Tests für den Brückenbau beauftragt (als Direktor des Service des Essais de Ponts), zum Beispiel von Vierendeelträgern. Im Vorfeld der Pariser Weltausstellung von 1900 bereitete er einen ausführlichen Bericht über Eisenbeton vor, das die erste Monographie über das Thema war. Die Initiative dazu ging überwiegend von ihm selbst aus. Das Buch wurde auch ins Deutsche und Russische übersetzt. Er gab Bemessungsmethoden, die auf seiner experimentellen Arbeit beruhten. Dabei baute er auf den Arbeiten anderer Pioniere auf (wie Edmond Coignet und Napoléon de Tédesco, die 1894 die ersten französischen Bemessungsansätze für Stahlbeton veröffentlichten). Er wurde in Brüssel in seinem Amt Chefingenieur (1892) und schließlich 1933 Generalinspekteur für Straßen und Brücken in Belgien. 1935 ging er in den Ruhestand.
Für seine Arbeit über Eisenbeton erhielt er 1901 den Charles Lemaire Preis der belgischen Akademie der Wissenschaften, wie schon zuvor 1893 für eine Arbeit über Wasserbau. Er führte Belastungstests unter anderem bei der Stahlbetonbrücke über die Maas in Rouillon 1907 durch (und eine Reihe weiterer Stahlbetonbrücken). 1919 wurde er Leiter einer Abteilung für das Studium von Brücken. Ursprünglich meinte er damit den Bau von mehr Eisenbetonbrücken fördern zu können, sie studierten aber hauptsächlich Stahlbrücken. Viele der Arbeiten dienten dazu die Zerstörungen des Ersten Weltkriegs zu beseitigen, und viele der damals gebauten Brücken überstanden den Zweiten Weltkrieg nicht. Er war auch für den Straßenbau zuständig und befürwortete schon 1935 Autobahnen in Belgien.
Er stand in brieflichem Austausch mit Friedrich Ignaz von Emperger. Er hatte zwar Kontakte zum Bauunternehmer und Eisenbetonpionier (mit einem eigenen Eisenbeton-System) François Hennebique, arbeitete aber nie für ihn (wie fälschlich manchmal in der Literatur behauptet wurde).

## Schriften
- Le béton armé et ses applications, Annales des Travaux publics de Belgique,  Band. 56, 1899, S. 429–538, 647–678, 961–1124, 2. Auflage Paris, Lüttich, Librairie Polytechnique, C. Béranger 1902
  - Deutsche Übersetzung: Der Eisenbeton und seine Anwendung im Bauwesen, Berlin: Verlag Tonindustrie-Zeitung 1905